# Ховрах
Ховрах (Spermophilus) — це рід ссавців з родини вивіркових (Sciuridae) ряду Мишоподібні (Muriformes) з надряду гризунів (Rodentia). Живуть у Європі й Азії. Це малі рийні тварини з великими очима, малими вухами, міцними пазурами, короткими кінцівками й хвостом і зі щічними сумками.

## Назви
Цей рід в українськомовній літературі в минулому відомий майже під 40 назвами, наприклад, суслик, ховрашок, оврашок, аврашка, єврашка та ін. Номен «ховрах» відносять до тюркізмів (пор. чагат. jumran — «кріт»), попри значну віддаленість звукового складу східнослов'янських і тюркських слів. Перша згадка ховраха під назвою «сусол» — в Іпатіївському літописі. У літературі XX ст. поширеною науковою назвою було Citellus, яка, певно, є модифікацією німецької назви Ziesel, яка походить від середньовічних германських zisel, zisemūs, які запозичено у слов'ян.

## Будова тіла

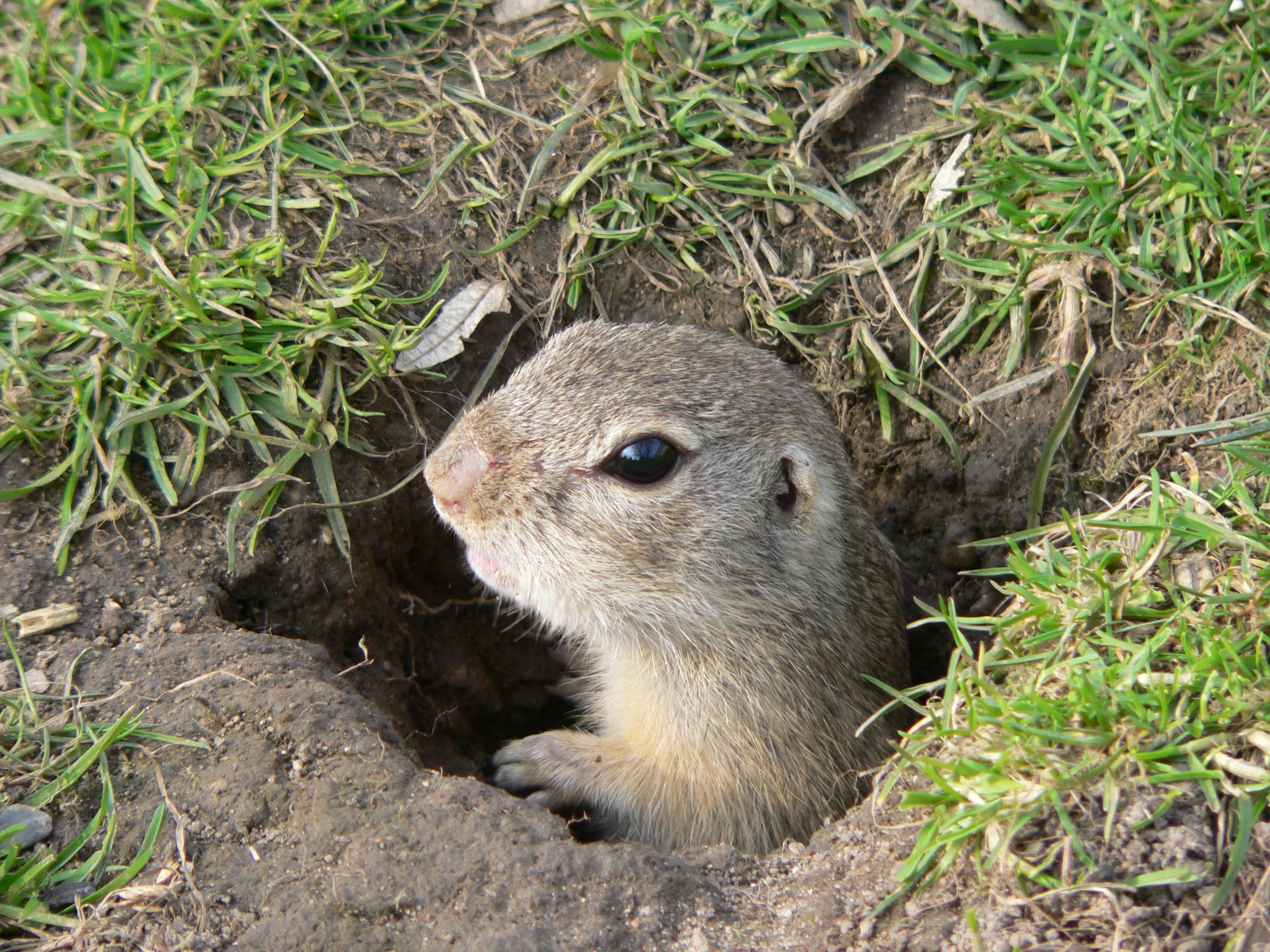
Голова дорослого ховраха

Довжина тіла дорослих ховрахів від 18 до 22 см, маса до 300 г. Довжина хвоста становить від 4,6 до 7,4 см. Самиці з п'ятьма парами молочних залоз (грудних дві, черевних три). Череп трохи тяжіє до форми трикутника, модифікований для заривання. Зубна формула: 1.0.2.3/1.0.1.3 = 22. Верхні моляри з очевидним поздовжнім хребтом, структура зубів схожа на таку у вивірок; перший верхній премоляр великий.

### Голова
Голова становить близько 1/3 тіла ховраха. Спереду розташований заокруглений ніс світло-рожевого кольору. Під носом, на відстані 0.5–1.3 см є ротова порожнина, зі світло-рожевими губами. Вуса, що допомагають краще відчувати запах, мають довжину до 4-ох см, білого, або чорного кольорів. Очі чорного кольору. Вуха довжиною та шириною близько 1 см.

## Поширення
Населяють лісостеп і степ Євразії, від Чехії до північно-східного Китаю.

## Ховрахи в Україні
В Україні мешкають 4 види (ще кілька видів відомі у складі минулих фаун):
- ховрах крапчастий (Spermophilus suslicus)
- ховрах одеський (Spermophilus odessanus)
- ховрах європейський (Spermophilus citellus)
- ховрах малий (Spermophilus pygmaeus).

## Життя

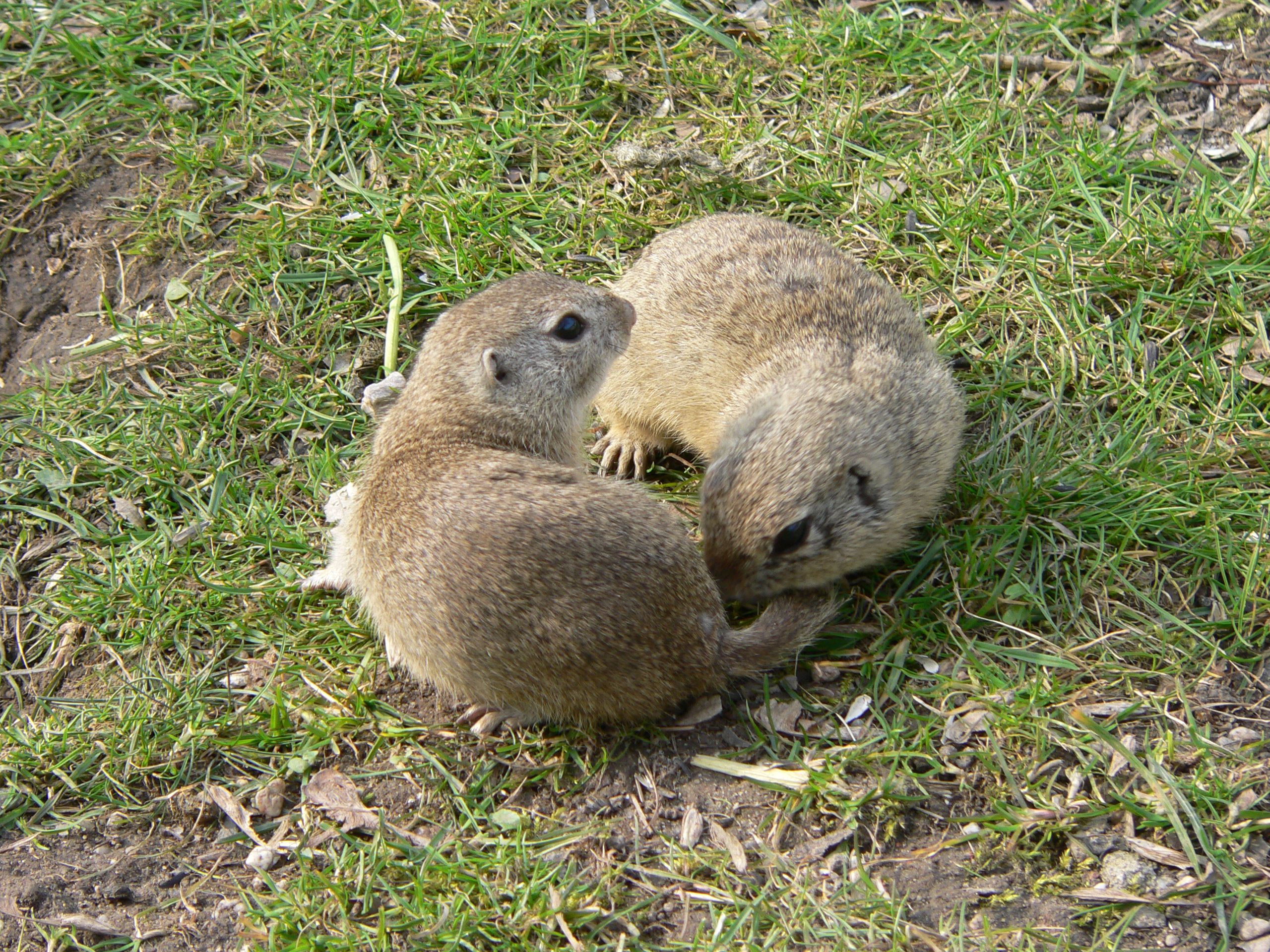
Два європейських ховрахи під час шлюбного періоду

### Харчування
Ховрахи живляться соковитими частинами степових рослин, цибулинами та насінням,  завжди неподалік від нір. Деякі види споживають і комах: сарану, коників, жуків і гусінь. Роблять значні запаси їжі з насіння трав'янистих рослин і зерен хлібних злаків. У посушливу пору здатні робити переходи у пошуках їжі на 7–10 км.

### Житло
Спосіб життя наземно-норовий; живуть колоніями, в норах, які викопують самі. Діаметр до 9 см при вході. Довжина нори і її устрій залежать від виду ховраха і конкретного ландшафту. На піщаних ґрунтах вони найбільш протяжні — до 15 м в довжину і 3 м в глибину; на щільніших глинистих ґрунтах рідко довше 5–7 м. Усередині нори зазвичай є гніздова камера, встелена сухою травою. Ховрашки відомі своєю звичкою при небезпеці вставати «стовпчиком» і видавати характерні свистячі звуки.

### Розмноження
Гін у ховрахів зазвичай починається через кілька днів після пробудження зі сплячки. Самка приносить 1 виводок на рік. Число дитинчат в ньому коливається від 2 до 12. Тривалість вагітності приблизно 23–28 днів. Годує молоком. Самець тим часом приносить їжу самиці.

### Сплячка
На осінь та зиму вхід до нори тварини забивають землею і впадають у сплячку. Під час сплячки їжі не вживають. У цьому стані температура тіла ховраха може понижуватись до +1°, +2 °C. Серце б'ється від 5-ти ударів на хвилину. Такий стан ховрахи можуть переживати до 6-ти місяців. Сплячка може тривати і до 9-ти місяців. За час сплячки, ховрахи втрачають до половини своєї маси. Прокидаються навесні, після чого температура тіла зігрівається до 40 °C.

## Підроди і види ховрахів
Раніше рід ховрахів поділяли на 7 підродів (за «види ссавців світу» 2005), які містили 41 вид. Нині, після виділення нових родів за результатами філогенетичного аналізу, до  роду ховрах: належить 18 сучасних видів:

### Сучасні види
1. Spermophilus alashanicus (Китай, Монголія)
2. Spermophilus brevicauda (Казахстан, Киргизстан, Монголія, Китай)
3. Spermophilus citellus (Туреччина та Європа)
4. Spermophilus dauricus (Східна Азія)
5. Spermophilus erythrogenys (Центральна Азія)
6. Spermophilus fulvus (Центральна Азія, прикаспійська Європа)
7. Spermophilus major (євр. й аз. Приуралля)
8. Spermophilus musicus (Північний Кавказ)
9. Spermophilus nilkaensis (Казахстан, Киргизстан, Китай)
10. Spermophilus odessanus (Україна, Молдова, Польща, Білорусь)
11. Spermophilus pallidicauda (Китай, Монголія)
12. Spermophilus pygmaeus (Україна, Росія, Казахстан)
13. Spermophilus ralli (Сіньцзян, Казахстан, Киргизстан)
14. Spermophilus relictus (Казахстан, Киргизстан, Узбекистан)
15. Spermophilus suslicus (Білорусь, Молдова, Польща, Росія, Україна)
16. Spermophilus taurensis (Туреччина)
17. Spermophilus xanthoprymnus (Вірменія, Іран, Туреччина)
18. Spermophilus vorontsovi (Західний Сибір)

### Вимерлі види
1. †Spermophilus armatus (четвертинний період Юти)
2. †Spermophilus beecheyi (четвертинний період Каліфорнії)
3. †Spermophilus boothi (бланкан Канзасу й Небраски)
4. †Spermophilus citelloides (середній плейстоцен – голоцен Центральної Європи)
5. †Spermophilus cochisei (четвертинний період Аризони)
6. †Spermophilus columbianus (четвертинний період Альберти й Монтани)
7. †Spermophilus cragini (бланкан Канзасу)
8. †Spermophilus cyanocittus (міоцен Небраски)
9. †Spermophilus dotti (міоцен Оклахоми)
10. †Spermophilus elegans (четвертинний період Колорадо, Небраски, Техасу)
11. †Spermophilus finlayensis (бланкан Техасу)
12. †Spermophilus franklinii (четвертинний період Канзасу, Небраски, Оклахоми)
13. †Spermophilus fricki (гемфіліан Канзасу)
14. †Spermophilus howelli (бланкан Канзасу, Невади, Техасу, Вашингтону, гемфіліан Індіани)
15. †Spermophilus jerae (середній міоцен Монтани)
16. †Spermophilus johnstoni (бланкан Небраски)
17. †Spermophilus lateralis (четвертинний період Альберти, Колорадо, Нью-Мексико)
18. †Spermophilus lorisrusselli (четвертинний період Канзасу)
19. †Spermophilus matachicensis (бланкан і гемфіліан Мексики)
20. †Spermophilus matthewi (гемфіліан Небраски)
21. †Spermophilus mcgheei (бланкан Техасу)
22. †Spermophilus mckayensis (гемфіліан Орегону)
23. †Spermophilus meadensis (четвертинний період Альберти, бланкан Канзасу)
24. †Spermophilus meltoni (бланкан Небраски)
25. †Spermophilus parryii (четвертинний період Юкону)
26. †Spermophilus primitivus (міоцен Монтани, Вайомінгу)
27. †Spermophilus rexroadensis (бланкан Канзасу, гемфіліан Оклахоми)
28. †Spermophilus richardsonii (четвертинний період Альберти, Саскачевану, Колорадо, Канзасу, Монтани, Небраски, Оклахоми)
29. †Spermophilus russelli (бланкан Вашингтону)
30. †Spermophilus shotwelli (міоцен Мексики, гемфіліан Небраски, Орегону)
31. †Spermophilus spilosoma (четвертинний період Мексики, Техасу)
32. †Spermophilus superciliosus (плейстоцен України)
33. †Spermophilus taylori (плейстоцен)
34. †Spermophilus townsendii (четвертинний період Невади, Юти)
35. †Spermophilus tridecemlineatus (четвертинний період Арканзасу, Колорадо, Канзасу, Меріленду, Небраски, Нью-Мексико, Оклахоми, Теннессі, Техасу, Вірджинії, Західної Вірджинії)
36. †Spermophilus tuitus (бланкан/ірвінгтоніан Аризони)
37. †Spermophilus variegatus (четвертинний період Мексики, Аризони, Нью-Мексико, Техасу, Вайомінгу)
38. †Spermophilus wellingtonensis (бланкан і гемфіліан Невади)
39. †Spermophilus wilsoni (гемфіліан Орегону)
40. †Citellus ridgwayi (міоцен Орегону)

## Збитки для людей
Ховрахи — одні з найбільших тварин-шкідників на посівах сільськогосподарських культур серед гризунів. Вони поїдають колоски зернових культур. Крім того, ховрахи мають здатність за запахом знаходити під землею посаджені жолуді, насіння клена, ліщини, абрикосу тощо. Природні носії збудників ряду хвороб (чума, туляремія, бруцельоз).

## Використання людьми
Попри те, що багато видів ховрахів занесено в червоні книги України, Польщі, Молдови, Росії та Білорусі, ховрахи є об'єктом хутрового промислу. Також фермери винищують ховрахів через їхню шкодочинність.

## Захист
Більшість видів ховрахів занесено до міжнародної та регіональних червоних книг. За даними МСОП Ховрах європейський (Spermophilus citellus) перебуває під загрозою вимирання (EN), види Spermophilus musicus, ховрах крапчастий (Spermophilus suslicus) і Spermophilus xanthoprymnus близькі до загрозливого стану (NT). Браконьєрство карається законом. Спостерігають зменшення кількості ховрахів, у тому числі в Україні. Відстань між територіями, де знаходиться нора ховраха більшає, і зараз сягає до 9 км.